# 阿切氏歌百灵
阿切氏歌百灵（学名：Heteromirafra archeri），是百灵科的一种，为索马里的特有种。全球活动范围约为2平方千米。该物种的保护状况被评为极危。
阿切氏歌百灵的栖息地包括亚热带或热带的（低地）干草原和亚热带或热带的（低地）干燥疏灌丛。